# دايفيد آدامز
دايفيد آدامز (بالإنجليزية: David Adams)‏ (و. 1970 – م) هو لاعب كرة مضرب، من جنوب أفريقيا، ولد في ديربان، وكيب تاون، شارك في ألعاب الأولمبياد الصيفية سنة 2000.

## روابط خارجية
- دايفيد آدامز على موقع رابطة محترفي التنس (الإنجليزية)
- دايفيد آدامز على موقع الاتحاد الدولي لكرة المضرب (الإنجليزية)
- دايفيد آدامز على موقع كأس ديفيز (الإنجليزية)
- دايفيد آدامز على موقع خلاصة التنس.كوم (الإنجليزية)
- دايفيد آدامز على موقع أوليمبيديا (الإنجليزية)